# Okolnicowate
Okolnicowate (Cyclanthaceae) – rodzina roślin z rzędu pandanowców. W jej obrębie wyróżnia się 12 rodzajów liczących 225 gatunków. Współcześnie zasięg rodziny obejmuje Amerykę Środkową, Antyle i północną część Ameryki Południowej (na północ od środkowej Boliwii i południowo-wschodniej Brazylii). Skamieniałości rodzaju Cyclanthus znaleziono także na terenie Europy Zachodniej. Z powodu zewnętrznego podobieństwa do palm rośliny te dawniej łączono w systemach klasyfikacyjnych z rodziną arekowatych, później wyodrębniano jako odrębny rząd i w końcu, ze względu na pokrewieństwo potwierdzone dowodami molekularnymi i morfologicznymi, w nowszych ujęciach okolnicowate są rodziną siostrzaną dla pandanowatych. Znaczenie użytkowe ma łyczkowiec dłoniasty (Carludovica palmata), który jest ważną rośliną włóknodajną (wytwarza się z niego m.in. kapelusze panama). Większość przedstawicieli rośnie w runie wilgotnych lasów równikowych (zarówno na nizinach, jak i w górach do 3000 m n.p.m.).

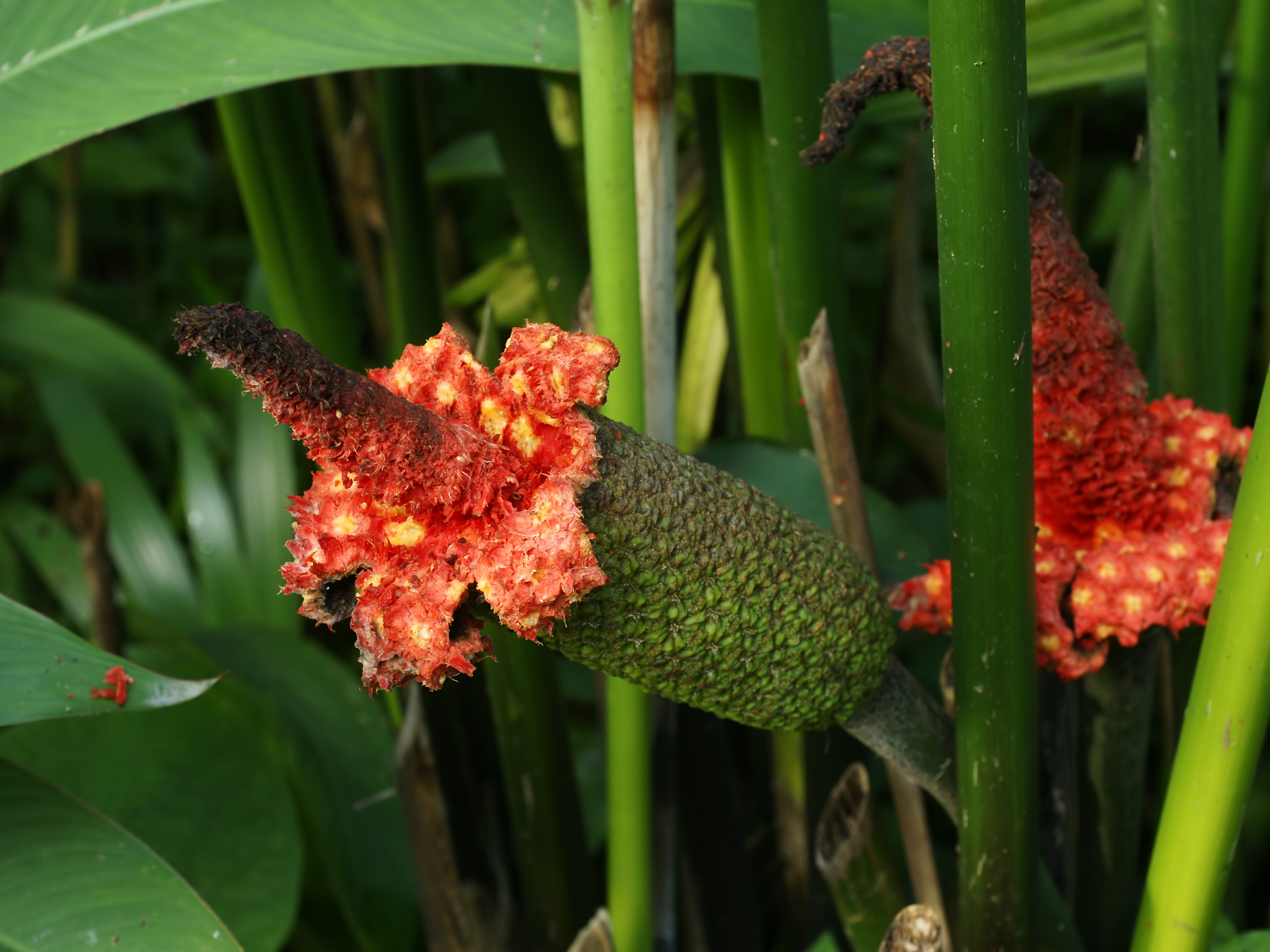
Owocujący okaz łyczkowca dłoniastego

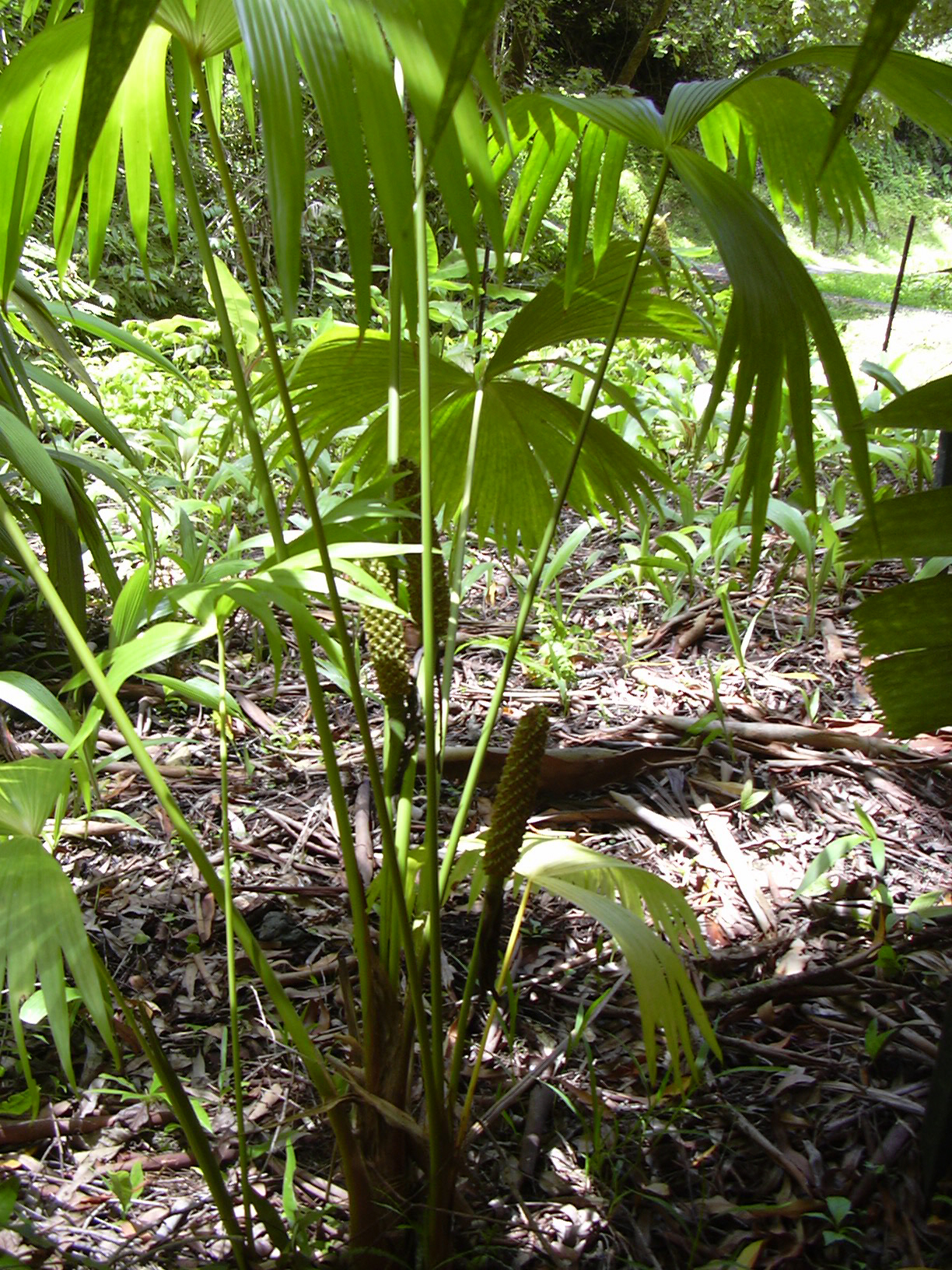
Pokrój łyczkowca dłoniastego

## Morfologia
PokrójOkolnicowate to byliny zwykle z mocnym kłączem z którego końca wyrasta pęk liści przypominających młode liście palm. Rzadziej pęd jest krótki, drewniejący i nadziemny lub ma postać długiej, pnącej łodygi osiągającej nawet 30 m długości, przytrzymującej się pni drzew za pomocą korzeni przybyszowych.
LiścieUmieszczone są na łodydze skrętolegle lub dwurzędowo, zwykle ogonkowe, u nasady obejmują łodygę. Blaszka liściowa może być niepodzielona, dwudzielna od szczytu lub podzielona dłoniasto, rzadko pierzaście.
KwiatyDrobne, niepozorne i promieniste zebrane są w kolbowate kwiatostany o mięsistej osi, czasem otoczone pochwą liściową i kilkoma liśćmi okrywy. Na kolbach wyrastających w kątach liści lub na szczycie pędu, występują zarówno kwiaty męskie, jak i wyraźnie odmienne od nich kwiaty żeńskie. Kwiaty męskie cechują się wielką liczbą pręcików wynoszącą u różnych gatunków od 10 do 150. Okwiat na nich nie występuje lub jest zredukowany do pojedynczego okółka. Kwiaty żeńskie wyjątkowo jak na przedstawicieli jednoliściennych są czterokrotne – słupek górny powstaje ze zrośnięcia czterech owocolistków i zawiera cztery rozszerzone łożyska z licznymi zalążniami, w których zalążki położone są ściennie. Okwiat w kwiatach żeńskich jest także czterokrotny lub zredukowany; zdarza się w tych kwiatach także płonny okółek czterech pręcików, co świadczy o tym, że rośliny te wywodzą się od przodków posiadających kwiaty obupłciowe.
W podrodzinie Carludovicioideae w kwiatostanie spiralnie ułożone kwiaty żeńskie otoczone są czterema kwiatami męskimi. Spod listków okwiatu żeńskich kwiatów wyrastają długie, nitkowate wyrostki wabiące owady zapylające.
OwocMięsista jagoda z licznymi nasionami. Zwykle podczas dojrzewania owoce zrastają się z sobą i z mięsistą kolbą kwiatostanu, tworząc owoc zbiorowy.

## Systematyka
Pozycja systematyczna według Angiosperm Phylogeny Website (aktualizowany system APG IV z 2016)
|  | Stemonaceae                                                                            |
|  |                                                                                        |
|  | \| \| pandanowate Pandanaceae \| \| \| \| \| \| okolnicowate Cyclanthaceae \| \| \| \| |
|  |                                                                                        |
|  | pandanowate Pandanaceae                                                                |
|  |                                                                                        |
|  | okolnicowate Cyclanthaceae                                                             |
|  |                                                                                        |

|  | pandanowate Pandanaceae    |
|  |                            |
|  | okolnicowate Cyclanthaceae |
|  |                            |

|  | Stemonaceae                                                                            |
|  |                                                                                        |
|  | \| \| pandanowate Pandanaceae \| \| \| \| \| \| okolnicowate Cyclanthaceae \| \| \| \| |
|  |                                                                                        |
|  | pandanowate Pandanaceae                                                                |
|  |                                                                                        |
|  | okolnicowate Cyclanthaceae                                                             |
|  |                                                                                        |

|  | pandanowate Pandanaceae    |
|  |                            |
|  | okolnicowate Cyclanthaceae |
|  |                            |

Podział na rodzaje
podrodzina Cyclanthoideae
- Cyclanthus Poit. – okolnica

podrodzina Carludovicioideae
- Asplundia Harling
- Carludovica Ruiz & Pav. – łyczkowiec
- Chorigyne R.Erikss.
- Dianthoveus Hammel & Wilder
- Dicranopygium Harling
- Evodianthus Oerst.
- Ludovia Brongn.
- Schultesiophytum Harling
- Sphaeradenia Harling
- Stelestylis Drude
- Thoracocarpus Harling

## Zastosowanie
Najważniejszą rośliną pod względem ekonomicznym z rodziny jest łyczkowiec dłoniasty (Carludovica palmata). Z młodych ogonków liściowych i liści tego gatunku wyplata się kapelusze panama (jeden kapelusz powstaje z 6 liści, rocznie eksportowanych jest około 1 miliona kapeluszy, głównie z Ekwadoru). Starsze liście służą do wyplatania koszy i mat. Liście różnych gatunków, głównie z rodzajów łyczkowiec (Carludovica) i Asplundia służą do robienia strzech. Rośliny z rodzaju Asplundia używane są poza tym w leczeniu skutków ukąszeń przez węże.